# Джордж Сміт (хімік)
Джордж Сміт (англ. George P. Smith, нар. 10 березня 1941, Норволк, США) — американський хімік, професор — емерит. У 2018 році разом із Френсіс Арнольд та Грегорі Вінтером отримав Нобелівську премію з хімії за «фагове відображення пептидів та антитіл». Джордж Сміт є відомим дослідником фагових дисплеїв.
У 1963 році здобув ступінь бакалавра біології в коледжі Гаферфолда. Після нетривалої кар'єри вчителя й техніка в лабораторії у 1970 році здобув ступінь Доктора філософії з бактеріології у Гарвардському університеті. Після цього пройшов постдокторантуру в Університеті Вісконсин-Медісон. З 1975 року займається викладацькою діяльністю в Університеті Міссурі у м. Колумбія. 

## Нагороди та визнання
- 2000: професор Університету Міссурі[7]
- 2001: член Американської асоціації сприяння розвитку науки[7][8]
- 2007: Promega Biotechnology Research Award Американського мікробіологічного товариства[9]
- 2018: Нобелівська премія з хімії